# Jean-Étienne Despréaux
Jean-Étienne Despréaux (* 31. August 1748 in Paris; † 26. März 1820 ebenda) war ein französischer Komponist und Schauspieler.
Despréaux war der Sohn eines Musikers (Oboe) an der Académie royale de musique. Seine musikalische Ausbildung erhielt er durch seinen Vater und konnte mit dessen Unterstützung 1763 erfolgreich als Musiker debütieren. Neben seinen Fähigkeiten als Musiker (Flöte, Geige) wurde Despréaux aber erst durch sein Können als Tänzer im königlichen Ballett bekannt.
1781 zog sich Despréaux als Tänzer von der Bühne zurück und widmete sich nur noch dem Komponieren und Schreiben. Ein Schwerpunkt dabei waren seine gelungenen Parodien bekannter und beliebter Theaterstücke. König Ludwig XVI. bewilligte ihm eine Pension von 1.000 Livres. Am 14. August 1789 heiratete er in Paris seine Kollegin, die Tänzerin Marie Madeleine Guimard.
Im Alter von 71 Jahren starb Despréaux am 26. März 1820 in Paris und fand dort auch seine letzte Ruhestätte.

## Zitat
Charles Maurice schreibt in seiner „Histoire anecdotique“:
Veuf depuis dix ans de la Guimard, Despréaux vient de mourir. Je préférais à ses écrits baroques son imitation des danseurs, parce qu’elle était plaisante. Du haute d’un tout petit théâtre dont le rideau était à moitié baissé, il introduisait sur la scène le doigt indicateur de chaque main affublé d’une tunique, avec maillot et chaussures formant de petites jambes. Puis, au son d’une musique de ballet, il exécutait si exactement des pas qu’on y reconnaissait le genre et les manières du danseur ou de la danseuse qu’il voulait rappeler.

## Auftritte als Tänzer (Auswahl)
- 1771 – Pyrame et Thisbé (Jean-Louis de La Serre, François Rebel, François Francœur)
- 1773 – Les amours de Ragonde (Philippe Néricault Destouches, Jean-Joseph Mouret)
- 1774 – Iphigénie en Aulide (François-Louis Gand Le Bland Du Roullet, Christoph Willibald Gluck)
- 1774 – Sabinus (Michel-Paul de Chabanon, François-Joseph Gossec)
- 1778 – La chercheuse d’esprit (Maximilien Gardel)

## Werke (Auswahl)
- Berlingue. 1777 (Parodie auf Ernelinde von François-André Danican Philidor und Michel-Jean Sedaine).
- Momie. 1778 (Parodie auf Iphigénie en Aulide von Christoph Willibald Gluck).
- Romans. 1778 (Parodie auf Roland von Jean-Baptiste Lully und Philippe Quinault).
- Christophe et Pierre-Luc. 1778 (Parodie auf Castor et Pollux von Pierre-Joseph Bernard und Jean-Philippe Rameau).
- Syncope, reine de Mic-Mac. 1786 (Parodie auf Pénélope von Domenico Cimarosa).
- Jenesaiki, ou les exaltés de Charenton. 1801 (Parodie auf Béniovski ou les exilés du Kamchatka von François-Adrien Boieldieu).
- La tragédie au vaudeville, en attendant le vaudeville à la tragédie. 1801 (Parodie auf Othello von Jean-François Ducis).